# Ешевен
Ешеве́н (фр. échevin) — посадова особа у середньовічній Франції, яку призначав сеньйор чинити правосуддя на його землях. У деяких областях, за часів монархії — громадський посадовець, який відповідає сучасному званню муніципального радника. У ранньому Середньовіччі звався скабіном.
Нині в Бельгії «ешевенами» називають обраних заступників бургомістра.

## Походження слова
Походить від слова scabinus у меровінзькій латині, куди потрапило з мови франків. Спорідене з нід. schepen («заступник міського голови»), нім. Schöffe («непрофесійний суддя, присяжний засідатель»), з дав.-в.-нім. descaffen («уповноважувати»).

## Історія
В імперії Каролінгів ешевен (тоді він називався «скабіном») був заступником судді графського суду. Скабіни замінили своїх попередників рахімбургів. Вони чинили правосуддя на судових засіданнях або на народних зібраннях. Їх вибирали нотаблі міст, затверджував король, а королівські уповноважені (Missi dominici) наглядали за ними. Маркюльф, який писав близько 660 року, уперше згадує про скабінів (майбутніх ешевенів), як засідателів графа та його земського судді-вігьє (viguier) або його замісника у судових розглядах.
У Середньовіччі це посадовець, наділений поліцейськими та судовими функціями від імені сеньйора. Його частіше вибирали і призначали великі феодали або обирали міщани (буржуа). Він іноді також звався «консулом» (consul), «журатом» (jurat) або «капітулом» (capitoul).
За пізніших часів частина їхніх судових функцій переходить до рук бальї (bailli), у багатьох місцях ешевени — тепер лише муніципальні урядовці, радники міського голови.
Ешевени Парижа були засідателями купецького старшини або купецького право (prévôt des marchands) і засідали з ним у паризькій ратуші (Отель-де-Віль).
Революція 1789 року скасувала ешевенів та передала їхні повноваження міським головам (мерам) та муніципальним радникам.
У деяких областях Франції за різних часів ешевенів також називали «прогоманами» (prohomens) (до XII—XIII ст. на півдні Франції), або «консулами» (після XIII ст.).

## Аналогічні посади в інших країнах
- Лавники в Речі Посполитій (сучасні Польща, Україна, Білорусь, Литва, західна Росія).
- Шефени в Німеччині.